# Heartbreakers (álbum)
Heartbreakers es la octava banda sonora compuesta por el grupo alemán de música electrónica Tangerine Dream. Publicada en 1985 por el sello Virgin se trata de la música compuesta para la película homónima dirigida en 1984 por Bobby Roth y protagonizada por Peter Coyote, Nick Mancuso y Carole Laure.
Steven McDonald, en su crítica para AllMusic, considera que "en algún momento Tangerine Dream descubrió una manera de producir partituras para películas sin prestar demasiada atención, como sucedió con esta banda sonora para una película menor. Hay algunos momentos agradables pero, principalmente, es Tangerine Dream siguiendo la fórmula."

## Producción
Con Heartbreakers Tangerine Dream, integrado entonces por Christopher Franke, Edgar Froese y Johannes Schmoelling, comenzaron una relación de larga duración con el director Bobby Roth para el que compusieron seis bandas sonoras. Su primera colaboración fue para esta película que narra la historia de dos amigos, incapaces de mantener una relación duradera, que ven poner a prueba su amistad cuando se enamoran de la misma mujer.
Publicada la primera edición en formatos de disco de vinilo, disco compacto y casete esta banda sonora se descatalogó con rapidez. En 1995 Silva Screen tras años en que dejó de estar disponible la reeditó, con diferente diseño gráfico, en formato de disco compacto.

## Lista de canciones
| N.º   | Título                     | Escritor(es)                                         | Duración |  |
| 1.    | «Heartbreakers»            | Edgar Froese Christopher Franke Johannes Schmoelling | 2:30     |  |
| 2.    | «Footbridge To Heaven»     | Edgar Froese Christopher Franke Johannes Schmoelling | 3:00     |  |
| 3.    | «Twilight Painter»         | Edgar Froese Christopher Franke Johannes Schmoelling | 4:12     |  |
| 4.    | «Gemini»                   | Edgar Froese Christopher Franke Johannes Schmoelling | 3:28     |  |
| 5.    | «Rain In N.Y. City»        | Edgar Froese Christopher Franke Johannes Schmoelling | 3:23     |  |
| 6.    | «Pastime»                  | Edgar Froese Christopher Franke Johannes Schmoelling | 3:00     |  |
| 7.    | «The Loser»                | Edgar Froese Christopher Franke Johannes Schmoelling | 3:17     |  |
| 8.    | «Breathing The Night Away» | Edgar Froese Christopher Franke Johannes Schmoelling | 2:25     |  |
| 9.    | «Desire»                   | Edgar Froese Christopher Franke Johannes Schmoelling | 5:38     |  |
| 10.   | «Thorny Affair»            | Edgar Froese Christopher Franke Johannes Schmoelling | 3:10     |  |
| 11.   | «Daybreak»                 | Edgar Froese Christopher Franke Johannes Schmoelling | 4:07     |  |
| 38:10 |                            |                                                      |          |  |

## Personal
- Christopher Franke - interpretación, ingeniería de grabación y producción
- Edgar Froese - interpretación, ingeniería de grabación y producción
- Johannes Schmoelling - interpretación, ingeniería de grabación y producción